# Robert Carlyle
Pour les articles homonymes, voir Carlyle.
Robert Carlyle [ˈɹɒbət kɑːɹˈlaɪl], né le 14 avril 1961 à Glasgow, en Écosse, est un acteur britannique.
Il est connu pour la variété de ses rôles dans des films comme Trainspotting, The Full Monty, Le monde ne suffit pas, Les Cendres d'Angela, Le 51e État ou 28 Semaines plus tard. Il a aussi incarné John Lennon dans le film Yesterday.
En plus de son travail au cinéma, il est également connu pour sa participation aux séries télévisées Hamish Macbeth (en), The Last Enemy, Stargate Universe et Once Upon a Time. Il a aussi incarné Adolf Hitler dans le téléfilm Hitler : la Naissance du mal.

## Biographie
Carlyle est né dans le quartier de Maryhill à Glasgow. Il est le fils d'Elizabeth, employée de compagnie de bus, et de Joseph Carlyle, peintre décorateur dans le bâtiment,. Alors qu'il est âgé de 4 ans, sa mère les abandonne lui et son père. Il est élevé seul par ce dernier,. Ensemble, ils vivent une vie de bohème, allant de squats en squats. Il quitte l'école à 16 ans sans aucun diplôme ni aucune qualification. Il enchaîne les petits boulots et travaille sur les chantiers de son père comme peintre et décorateur. Cependant, il continue son éducation en suivant des cours du soir au Cardonald College à Glasgow.

### Carrière
Après avoir été captivé par la lecture de la pièce d'Arthur Miller, Les Sorcières de Salem (titre original anglais The Crucible) qu'il reçoit en cadeau à 19 ans, Carlyle commence à s'intéresser au théâtre et rejoint une petite troupe associative à Glasgow. Puis la vie y devenant de plus en plus précaire, son père et lui décident de déménager à Londres où Carlyle intègre la Royal Scottish Academy of Music and Drama. En 1991, il fonde avec Alexander Morton la compagnie de théâtre The Raindog (en), pour laquelle il a mis en scène des pièces telles que Wasted, Vol au-dessus d'un nid de coucou, Conquest of the South Pole et Macbeth.
Robert Carlyle fait ses débuts au cinéma en 1990 dans Silent Scream de David Hayman, mais c'est dans Riff Raff, sous la direction de Ken Loach, qu'il obtient pour la première fois un premier rôle consistant. Carlyle y incarne Stevie, un jeune Écossais sans le sou, tout juste sorti de prison qui trouve un emploi d'ouvrier au noir dans l'Angleterre des années Thatcher. Ken Loach, pour qui l’authenticité dans ses films est primordiale, explique la raison pour laquelle il a choisi Robert Carlyle. Le réalisateur, à la recherche d'un jeune talent, décide de donner sa chance au jeune Carlyle, car celui-ci semble très prometteur, mais aussi et surtout, parce qu'il possède de surcroît une véritable expérience en tant qu'ouvrier peintre-décorateur. Avec Ken Loach, Robert Carlyle trouve son mentor.
En 1994, il interprète l'amant homosexuel du Père Greg dans le film Prêtre d'Antonia Bird. Cette même année, sa performance, « d'une pure intensité », dans le rôle du meurtrier Albert « Albie » Kinsella dans un épisode de la série Cracker lui vaut les acclamations du public. Peu de temps après cette apparition, il décroche le rôle d'un policier écossais des Highlands Hamish Macbeth dans la série du même nom diffusée, produite par la BBC écossaise. La série durera trois saisons de 1995 à 1997. Entretemps, il tournera de nouveau avec Ken Loach dans Carla's Song en 1996.
Mais c’est grâce à sa participation dans d’importants films britanniques de la fin des années 1990 qu’il acquiert une réputation mondiale. Notamment grâce à son rôle remarqué de Francis « Franco » Begbie dans Trainspotting, ou encore celui de Gaz, le leader d'un groupe de Chippendales dans The Full Monty, pour lequel ce dernier gagne un BAFTA Award en tant que Meilleur acteur dans un rôle principal. Il a également joué avec Ray Winstone (qu'il retrouvera en 2000 dans Jimmy Grimble, dans le film d'Antonia Bird Face en 1997, puis interprète Malachy McCourt (le père désabusé de l'auteur Frank McCourt) dans Les Cendres d'Angela l'adaptation cinématographique du premier mémoire de McCourt. Il apparaît dès lors de plus en plus dans de grosses productions. En 1999, il rejoint le prestigieux casting du James Bond Le monde ne suffit pas, aux côtés de Sophie Marceau et Pierce Brosnan en y interprétant l'inquiétant Renard. Il se fait ensuite diriger dans La Plage par son ami Danny Boyle aux côtés de Leonardo DiCaprio, avant de retrouver pour la quatrième fois la réalisatrice Antonia Bird dans Vorace où il interprète un soldat cannibale.
En 2002, Carlyle apparaît dans le clip de la chanson Little By Little du groupe Oasis. En 2003, il joue Adolf Hitler dans le téléfilm canado-américain Hitler : La Naissance du mal. En 2006, il interprète le vilain Durza dans Eragon. En 2007, Carlyle joue l'un des rôles principaux du film 28 semaines plus tard, sous la houlette de l'espagnol Juan Carlos Fresnadillo et produit par Danny Boyle (réalisateur de l'opus précédent 28 jours plus tard). Il joue également en 2007 le rôle principal de la mini-série d'anticipation Flood, et le Père Joseph Macavoy, ecclésiastique alcoolique, dans le film The Tournament.
En décembre 2008, Carlyle apparaît dans 24: Redemption, téléfilm qui sert de transition entre deux saisons de la série 24 heures chrono, retrouvant Kiefer Sutherland sept ans après Chungkai, le camp des survivants.
Puis, en décembre 2008, il est choisi pour devenir l'acteur principal de la troisième série de la franchise Stargate, Stargate Universe, où il interprète le rôle du Docteur Nicholas Rush durant deux saisons de 2009 à 2010.
En 2009, dans un spot publicitaire de plus de 6 minutes pour la marque de whisky Johnnie Walker, intitulé « The man who walked around the world – A True Story », Robert Carlyle raconte en une seule et même prise la véritable histoire du Whisky Johnnie Walker (de la production familiale jusqu'à l’ascension "mondiale" de l'entreprise multinationale).
En 2010, il prête sa voix pour la première fois dans un jeu vidéo puisqu'il incarne Gabriel Belmont dans Castlevania: Lords of Shadow aux côtés d'autres acteurs britanniques comme Patrick Stewart ou encore Natascha McElhone.
Depuis 2011, il connaît une véritable popularité grâce à la série Once Upon A Time où il fait une double interprétation du personnage de Rumpelstiltskin, personnage démoniaque intriguant dans un univers féerique, et de M. Gold, son alter ego dans le monde réel.
En 2019, il joue un John Lennon de 78 ans dans le film Yesterday de Danny Boyle, qui se passe dans une réalité alternative et qui raconte ce qui se serait passé si les Beatles n'avaient jamais existé.

### Style de jeu
Affectionnant le genre dramatique, Carlyle est connu pour son engagement à vouloir rendre ses rôles authentiques. Il a de ce fait souvent modifié son mode de vie et son apparence physique afin de mieux comprendre un personnage. Avant de jouer un sans-abri dans le film d'Antonia Bird Safe, il est allé vivre l'expérience de la rue à Waterloo district de Londres, où le film a été tourné. Pour son rôle de chauffeur de bus dans le film de Ken Loach Carla's Song, il a passé la licence PSV (un permis de conduire pour le transport de passagers) à Glasgow auprès de la compagnie de bus Leyland Atlantean. Pour son rôle d'entraîneur de foot et ancienne gloire du club de Manchester City dans Jimmy Grimble, il s'est longuement entretenu avec un joueur de football qui lui a prodigué les conseils nécessaires pour être le plus crédible possible.

### Vie privée
Carlyle est marié à Anastasia Shirley, maquilleuse qu'il rencontre en 1996 pendant le tournage de la série Cracker. Ensemble, ils ont eu trois enfants : Ava (née en 2002), Harvey (né en 2004), et Pearce Joseph[réf. nécessaire] (né en 2006)[source insuffisante]. La famille vit entre Vancouver et Glasgow.
En janvier 1999, Robert Carlyle est élevé au rang d'officier de l'ordre de l'Empire britannique.
L'acteur est le mécène de School For Life en Roumanie, association qui s'occupe de l’éducation des enfants et jeunes adultes ayant grandi dans des hôpitaux psychiatriques.

## Filmographie

### Cinéma
- 1990 : Silent Scream de David Hayman : Big Woodsy
- 1990 : Riff-Raff de Ken Loach Steve
- 1993 : Tender Blue Eyes de Lasse Braun : Richard Fascetti
- 1993 : Les Mille et une vies d'Hector (Being Human) de Bill Forsyth : Shaman préhistorique
- 1994 : Prêtre (Priest) d'Antonia Bird : Graham
- 1994 : Marooned de Jonas Grimås: Peter
- 1995 : Go Now de Michael Winterbottom : Nick Cameron
- 1996 : Trainspotting de Danny Boyle : Francis "Franco" Begbie
- 1996 : Carla's Song de Ken Loach : George Lennox
- 1997 : Full Monty : Le Grand Jeu de Peter Cattaneo : Gary "Gaz" Schofield
- 1997 : Face d'Antonia Bird : Ray
- 1999 : Guns 1748 (Plunkett & Macleane) de Jake Scott : Will Plunkett
- 1999 : Vorace (Ravenous) d'Antonia Bird : Col. Ives / F.W. Colqhoun
- 1999 : Le monde ne suffit pas (The World Is Not Enough) de Michael Apted : Renard / Victor Zokas
- 1999 : Les Cendres d'Angela (Angela's Ashes) d'Alan Parker : Malachy McCourt
- 2000 : La Plage (The Beach) de Danny Boyle : Daffy
- 2000 : Jimmy Grimble (There's Only One Jimmy Grimble) de John Hay : Eric Wirral
- 2001 : Chungkai, le camp des survivants (To End All Wars) de David L. Cunningham : Major Ian Campbell
- 2001 : Le 51e État (The 51st State) de Ronny Yu : Felix DeSouza
- 2002 : Once Upon a Time in the Midlands de Shane Meadows : Jimmy
- 2002 : Black and White de Craig Lahiff : David O'Sullivan
- 2004 : Dead Fish de Charley Stadler : Danny Devine
- 2005 : The Mighty Celt de Pearse Elliott : O
- 2005 : Marilyn Hotchkiss' Ballroom Dancing and Charm School de Mark Adler : Frank Keane
- 2006 : Eragon de Stefen Fangmeier : Durza
- 2006 : Born equal de Dominic Savage : Robert
- 2007 : 28 Semaines plus tard (28 Weeks Later) de Juan Carlos Fresnadillo : Don Harris
- 2008 : I Know You Know de Justin Kerrigan: Charlie
- 2008 : Stone of Destiny de Charles Martin Smith : John MacCormick
- 2008 : Summer (en) de Kenneth Gleenan : Shaun
- 2009 : The Tournament de Scott Mann: Joseph Macavoy
- 2012 : California Solo de Marshall Lewy: Lachlan MacAldonich
- 2015 : La Légende de Barney Thomson de Robert Carlyle : Barney Thomson[12],[13]
- 2017 : T2 Trainspotting de Danny Boyle : Francis « Franco » Begbie
- 2019 : Yesterday de Danny Boyle : John Lennon (non crédité)
- 2022 : Au nord de la norme (North of Normal) de Carly Stone : Papa Dick

### Télévision
- 1990 : Taggart
- 1991 : The Bill
- 1993 : 24 heures pour survivre (saison 8 épisode 4 "Safe" d'Antonia Bird) : Nosty
- 1994 : 99-1
- 1994 : Cracker
- 1995-1997 : Hamish Macbeth (en)
- 1998 : Looking After Jo Jo
- 2003 : Hitler : la Naissance du mal (Hitler: The Rise of Evil) de Christian Duguay : Adolf Hitler
- 2004 : Gunpowder, Treason & Plot de Gillies MacKinnon
- 2005 : Monroe : Le Passé pour cible (Monroe: Class of '76) d'Ashley Pearce
- 2005 : Trafic d'innocence (Human Trafficking) de Christian Duguay
- 2005 : Class of '76 de Ashley Pearce
- 2006 : Born Equal de Dominic Savage
- 2007 : La Grande Inondation de Tony Mitchell (en) : Rob Morrison
- 2008 : 24 heures chrono : Redemption de Jon Cassar
- 2008 : The Last Enemy de Iain B. MacDonald
- 2009 : Zig Zag Love de Gillies MacKinnon
- 2009 :  The Unloved de Samantha Morton : Père
- 2009-2011 : Stargate Universe : Nicholas Rush
- 2011-2018 : Once Upon a Time : Rumplestiltskin / M. Gold / Le Ténébreux / La Bête / Le crocodile / Weaver
- 2019 : La Guerre des Mondes de Craig Viveiros : Ogilvy
- 2020 : Cobra (en) : Robert Sutherland
- 2023 : The Full Monty, la série (The Full Monty) : Gary
- 2025 : Toxic Town : Sam Hagen

### Jeux vidéo
- 2010 : Castlevania: Lords of Shadow : Gabriel Belmont
- 2013 : Castlevania: Lords of Shadow - Mirror of Fate : Gabriel Belmont / Dracula
- 2014 : Castlevania: Lords of Shadow 2 : Dracula / Gabriel Belmont

## Voix françaises
En France, Éric Herson-Macarel est la voix régulière de Robert Carlyle.

## Distinctions
- 1991 : Mayfest Theatre Award pour la pièce Vol au-dessus d'un nid de coucou (metteur en scène, Raindog)
- 1992 : Mayfest Theatre Award pour la pièce Macbeth (metteur en scène, Raindog)
- 1995 : BAFTA écossais de la Meilleure performance masculine à la télévision pour Hamish Macbeth (en) et Cracker
- 1996 : Royal Television Society Meilleur acteur pour le film Go Now et la série Hamish Macbeth (en)
- 1997 : Salerno Film Festival for outstanding cinematic achievement
- 1997 : BAFTA Award du Meilleur acteur pour The Full Monty de Peter Cattaneo
- 1998 : Variety Club Film le désigne Acteur de l'année
- 1998 : Screen Actors Guild Award Meilleur casting de film pour The Full Monty
- 1998 : Evening Standard British Film Awards Meilleur acteur britannique de l'année
- 1998 : British Cosmopolitan Magazine Numéro 1 des 100 hommes que nous aimons
- 1999 : élevé officier de l'ordre de l'Empire britannique (OBE) en présence de la reine Élisabeth II à Buckingham Palace
- 1999 : Loaded Magazine Good Work Fella Awards Meilleur acteur britannique
- 1999 : British GQ Acteur de l'année
- 2000 : BBS Movie Brazil Awards Meilleur méchant (TWINE)
- 2002 : Docteur des Arts et des Lettres de l'Université d'Édimbourg en reconnaissance de sa contribution à l'art dramatique écossais
- 2008 : PPG Award Festival international du film d'Édimbourg Meilleur acteur dans un long métrage britannique pour Summer (2008 film) (en)
- 2009 : BAFTA écossais de la Meilleure performance masculine à la télévision pour The Unloved
- 2010 : Gemini Award du Meilleur acteur pour une série dramatique, Stargate Universe